# Финале УЕФА Лиге шампиона 2023.
Финале УЕФА Лиге шампиона 2023. је одиграно 10. јуна 2023. у Истанбулу између Манчестер ситија и Интера. Манчестер сити је победио резултатом 1:0. Ово је укупно 68. финале овог такмичења по реду, а 31. под овим називом и форматом. Главни судија на утакмици је био Пољак Шимон Марћињак, док је званични амбасадор био бивши турски фудбалер Хамит Алтинтоп.
Манчестер сити је пре у финала имао прилика да освоји триплу круну, пошто је претходно освојио Премијер лигу и ФА Куп. Интер је освојио домаћи куп, док је Серију А освојио Наполи. Ситију је ово после финала 2021. друго финале, док Интер игра своје шесто финале, а прво после победе у финалу 2010. Манчестер сити још увек није освојио ово такмичење, док је Интер од 5 финала победио у 3.
Улазнице за ову утакмицу су престале да се продају 28. априла, а кретале су се од €70 за четврту категорију, до €690 за прву.
Претходно финале које је играно на овом стадиону је било чувено финале УЕФА Лиге шампиона 2005. између Милана и Ливерпула.
Манчестер сити је голом Родрија у 68. минуту освојио своју прву Лигу шампиона, и комплетирао триплу круну.

## Екипе
Такмичење је носило назив Куп европских шампиона до 1992, а назив УЕФА Лига шампиона користи се од 1993.
| Екипа          | Претходна финална наступа (подебљано означава победнике) |
| -------------- | -------------------------------------------------------- |
| Манчестер сити | 1 (2021)                                                 |
| Интер          | 5 (1964, 1965, 1967, 1972, 2010)                         |

## Утакмица

### Детаљи
„Домаћин” (из административних разлога) изабран је додатним жребом који се одржао након жребова за четвртфинале и полуфинале такмичења.
| Манчестер сити | 1–0      | Интер |
| -------------- | -------- | ----- |
| Родри 68’      | Извештај |       |

| Манчестер сити | Интер Милано |

| GK            | 31 | Едерсон            | 90+4’ |     |
| CB            | 25 | Мануел Аканџи      |       |     |
| CB            | 3  | Рубен Дијас        |       |     |
| CB            | 6  | Натан Аке          |       |     |
| DM            | 5  | Џон Стоунс         |       | 82’ |
| DM            | 16 | Родри              |       |     |
| RW            | 20 | Бернардо Силва     |       |     |
| AM            | 17 | Кевин де Бројне    |       | 36’ |
| AM            | 8  | Илкај Гундоган (к) |       |     |
| LW            | 10 | Џек Грилиш         |       |     |
| CF            | 9  | Ерлинг Халанд      | 90+2’ |     |
| Измене:       |    |                    |       |     |
| GK            | 18 | Штефан Ортега      |       |     |
| GK            | 33 | Скот Карсон        |       |     |
| DF            | 2  | Кајл Вокер         |       | 82’ |
| DF            | 14 | Емерик Лапорт      |       |     |
| DF            | 21 | Серхио Гомез       |       |     |
| DF            | 82 | Рико Луис          |       |     |
| MF            | 4  | Калвин Филипс      |       |     |
| MF            | 32 | Максимо Пероне     |       |     |
| MF            | 47 | Фил Фоден          |       | 36’ |
| MF            | 80 | Кол Палмер         |       |     |
| FW            | 19 | Хулијан Алварез    |       |     |
| FW            | 26 | Ријад Марез        |       |     |
| Тренер:       |    |                    |       |     |
| Пеп Гвардиола |    |                    |       |     |

| GK            | 24            | Андре Онана          | 90+2’ |     |
| CB            | 36            | Матео Дармијан       |       | 84’ |
| CB            | 15            | Франческо Ачерби     |       |     |
| CB            | 95            | Алесандро Бастони    |       | 76’ |
| RM            | 2             | Дензел Дамфрис       |       | 76’ |
| CM            | 23            | Николо Барела        | 59’   |     |
| CM            | 77            | Марцело Брозовић (к) |       |     |
| CM            | 20            | Хакан Чалханоглу     |       | 84’ |
| LM            | 32            | Федерико Димарко     |       |     |
| CF            | 10            | Лаутаро Мартинез     |       |     |
| CF            | 9             | Един Џеко            |       | 57’ |
| Измене:       |               |                      |       |     |
| GK            | 1             | Самир Хандановић     |       |     |
| GK            | 21            | Алекс Кордац         |       |     |
| DF            | 6             | Стефан де Врај       |       |     |
| DF            | 12            | Раул Беланова        |       | 76’ |
| DF            | 33            | Данило Д'Амброзио    |       | 84’ |
| DF            | 37            | Милан Шкрињар        |       |     |
| MF            | 5             | Роберто Гаљардини    |       |     |
| MF            | 8             | Робин Госенс         |       | 76’ |
| MF            | 14            | Кристјан Аслани      |       |     |
| MF            | 22            | Хенрих Мхитарјан     |       | 84’ |
| FW            | 11            | Хоакин Кореа         |       |     |
| FW            | 90            | Ромелу Лукаку        | 83’   | 57’ |
| Тренер:       |               |                      |       |     |
| Симоне Инзаги | Симоне Инзаги | Симоне Инзаги        | 90+6’ |     |

| Играч утакмице: Родри (Манчестер сити) Помоћне судије: Павел Соколницки (Пољска) Томаш Листкијевич (Пољска) Четврти судија: Иштван Ковач (Румунија) Додатне помоћне судије: Васил Маринеску (Румунија) ВАР: Томаш Квјатковски (Пољска) Помоћне судије за ВАР-ом: Бартош Франковски (Пољска) Марко Фриц (Немачка) | Правила: - Регуларни део утакмице траје 90 минута; - Уколико је резултат нерешен, играју се продужеци у трајању од 30 минута; - Уколико је резултат и даље нерешен, изводе се једанаестерци; - Сваки тим има дванаест играча на клупи; - Дозвољено је укупно извршити пет измена, с тим да се у продужецима може извршити и шеста измена. |